# 片岡翔
片岡 翔（かたおか しょう、1982年3月16日 - ）は、日本の映画監督、脚本家、小説家。

## 略歴
1982年3月16日、北海道に生まれる。父は人形蒐集家の片岡佐吉。弟にマジシャンの片岡双六。
高校卒業後、札幌の遊園地勤務を経て20歳で上京。ニューシネマワークショップのクリエイターコース出身。
2004年にNekome Film（猫目映画）を設立し、実家の人形店「人形屋佐吉」で働きながらショートフィルムを制作。数々の映画賞を受賞する。
『くらげくん』が2010年PFFアワード（第32回）の準グランプリとなり注目された。
2011年から商業作品の脚本を手掛けるようになり、2014年に長編映画『1/11 じゅういちぶんのいち』で商業監督デビュー。
2017年TSUTAYA CREATORS' PROGRAMに応募したオリジナル企画『ザ・ドールハウス・ファミリー(仮)』が準グランプリを受賞、2022年『この子は邪悪』として映画化、公開される。
2017年には小説『さよなら、ムッシュ』を上梓して作家デビュー。2作目『あなたの右手は蜂蜜の香り』は台湾で中国語版『你的右手有蜂蜜香』として翻訳出版され、3作目の『ひとでちゃんに殺される』は2024年に姫野ユウマの作画で漫画化された。

## 監督作品

### 短編
（脚本・撮影・美術・編集など兼任あり）
- 市松人形のうた -人形屋佐吉プロモーションフィルム-（2004）
- 蹴缶 -第5回全日本缶蹴グランプリ-（2006）
- 食卓 -三浦悦子人形アニメーション-（2006）
- 食堂 -三浦悦子人形アニメーション-（2007）
- いちおくまんえん（2007）
- ニタンカサンソ（2007）
- 象煮（2008）
- a Little Witch LiLi（2008）
- 28（2008）
- hero（2008）
- ぐるぐるまわる（2008）
- Following（2009）
- Mr.バブルガム（2009）
- くらげくん（2009）
- Nekome Promotion Film（2010）
- ゲルニカ（2010）
- SiRoKuMa（2010）
- ゆきだるまとチョコレート（2011）　札幌市立旭小学校と協同[9]
- ぬくぬくの木（2011）
- Lieland（2011）
- party（2011）
- 超スーパーギガゴーレムSVプラス超リーサルウエポンIIアンドギガ（2011） 311仙台短篇映画祭プロジェクト「明日」
- ヒゲとりぼん（2012）
- なんにもでてこない話（2012）
- 吾輩は木村の猫である（2012）
- あの子の席（2014）　東北生活文化大学高等学校 映画制作ワークショップ[10]
- 流星と少女（2016）　東北生活文化大学高等学校 映画制作ワークショップ
- ふうせん ふふふ、そら ららら（2016）　東北生活文化大学高等学校 映画制作ワークショップ
- バイバイ、ホーホ（2017） 東映 presents HKT48×48人の映画監督たち

### 長編
- 1/11 じゅういちぶんのいち（2014/4/5）　原作：中村尚儁
- たまこちゃんとコックボー（2015/3/28）　原作アニメ監督：ROKUGOU
- この子は邪悪（2022/9/1）

### MV
- 黒色すみれ「月光恋歌」（2010）
- 上野優華「Dear my hero」（2014）
- 黒色すみれ「ラピスラズリ」（2014）
- 黒色すみれ ライブDVD「Cosmopolitan［FINAL］」（2015）
- 中田真由美「希望のカケラたち」（2016）

## 脚本

### 映画
- Miss Boys! 決戦は甲子園!?編（2011）　監督・原案：佐藤佐吉
- Miss Boys! 友情のゆくえ編（2012）　監督・原案：佐藤佐吉
- きいろいゾウ（2013）　※黒沢久子と共同　監督：廣木隆一　原作：西加奈子
- 鬼灯さん家のアネキ（2014）　※今泉力哉と共同　監督：今泉力哉　原作：五十嵐藍
- 恋子focus ～ある女子高生の物語～（2016）　監督：青山裕企
- 夏美のホタル（2016）　※港岳彦と共同　監督：廣木隆一　原作：森沢明夫
- 町田くんの世界（2019）　※石井裕也と共同　監督：石井裕也　原作：安藤ゆき
- ノイズ（2021）　監督：廣木隆一　原作：筒井哲也
- 線は、僕を描く（2022）　※小泉徳宏と共同　監督：小泉徳宏　原作：砥上裕將

### ドラマ
- トーキョーエイリアンブラザーズ（2018）　原作：真造圭伍　日本テレビ
- I"s（2018）　※吹原幸太と共同　原作：桂正和　スカパー!
- ネメシス（2021）　※入江悠と共同　総監督：入江悠　日本テレビ
- 消しゴムをくれた女子を好きになった。（2022）　原作：FUKUDA（W）　日本テレビ

## 著書
- さよなら、ムッシュ 2017/6/14 小学館（のち小学館文庫）
- あなたの右手は蜂蜜の香り 2019/5/20 新潮社（のち新潮文庫）
- ひとでちゃんに殺される 2021/1/28 新潮文庫nex
- その殺人、本格ミステリに仕立てます。 2022/7/20 光文社